# Exechiopsis jenkinsoni
Exechiopsis jenkinsoni är en tvåvingeart som först beskrevs av Edwards 1925.  Exechiopsis jenkinsoni ingår i släktet Exechiopsis och familjen svampmyggor. Inga underarter finns listade i Catalogue of Life.